# هوریس اشنفلتر
هوریس اشنفلتر (انگلیسی: Horace Ashenfelter; ۲۳ ژانویهٔ ۱۹۲۳ – ۶ ژانویهٔ ۲۰۱۸) دونده دو نیمه‌استقامت اهل ایالات متحده آمریکا بود.
وی در مسابقات کشوری و بین‌المللی در مجموع برندهٔ ۱ مدال طلا، ۱ مدال نقره شده‌است.